# Exidy
 (août 2011).
Si vous disposez d'ouvrages ou d'articles de référence ou si vous connaissez des sites web de qualité traitant du thème abordé ici, merci de compléter l'article en donnant les références utiles à sa vérifiabilité et en les liant à la section « Notes et références ».
Exidy (formé par la contraction de Excellence in Dynamics) est une entreprise fondée en 1974 qui exerce son activité dans le domaine de la création de jeux vidéo. Elle a créé un grand nombre de jeux d'arcade célèbres. Exidy a fait faillite en 1983.

## Description
La principale activité de l’entreprise a été le développement de jeux vidéo d'arcade.
La société Exidy a été la productrice de l'ordinateur Exidy Sorcerer, qui se caractérisait par ses polices de caractères programmables.
En 1976, la société a sorti Death Race qui est considéré comme le premier jeu à avoir subi des controverses pour violence gratuite.
Elle a également lancé, en 1980, un jeu d'arcade très populaire inspirée clairement des combats spatiaux de Star Wars et nommé Star Fire. Il s'agissait du premier jeu d'arcade en réalité subjective (l'expression de réalité virtuelle n'était pas encore inventée), donnant réellement l'impression de piloter un engin spatial. Cette société est aussi le fabricant du jeu d'horreur Chiller. 

## Jeu d'arcade
- Alley Rally (1975)
- Destruction Derby (1975)
- Death Race (1976)
- Robot Bowl (1977)
- Score (1977)
- Super Death Chase (1977)
- Circus (1977)
- Car Polo (1977)
- Attack (1977)
- Football (1978)
- Ripcord (1979)
- Kreepy Krawlers (1979)
- Side Trak (1979)
- Crash (1979)
- Fire One! (1979)
- Targ (1980)
- Star Fire (1980)
- Sheriff (1979)
- Top Gunner (1980)
- Spectar (1980)
- Mouse Trap (1981)
- Venture (1981)
- Pepper II (1982)
- Victory (1982)
- Teeter Torture (1982)
- Hard Hat (1982)
- Crossbow (1983)
- Fax (1983)
- Catch 22 (1983)
- Astro Chase (1984)
- Flip and Flop (1984)
- Bristles (1984)
- Boulder Dash (1984)
- Cheyenne (1984)
- Combat (1985)
- Vertigo (1985)
- Top Secret (1986)
- Clay Pigeon (1986)
- Chiller (1986)
- Crack Shot (1987)
- Hit N Miss (1987)
- Rough Ranger (1988)
- Showdown (1988)
- Who Dunit (1989)